# مستشفى عمان الجراحي
مستشفى عمان الجراحي هو أحد المستشفيات الخاصة في مدينة عمان. تأسس عام 1993. كان مبناه حينها يتكون من طابقين فقط، لكن تمت توسعته عام 1998 ليصبح مكوناً من 6 طوابق بسعة تزيد عن 95 سريراً. ويرتبط المستشفى بمركز مايو كلينك الطبي، حيث بدأت الشراكة منذ عام 1998. يقع المستشفى في منطقة جبل عمان - الدوار الثالث.

## أقسام المستشفى
تتضمن المستشفى عدداً من التخصصات كجراحة العظام والمنظار والدماغ والأعصاب والقلب والشرايين وجراحة الأطفال والنسائية وغيرها، تقوم على خدمات المستشفى عدّة أقسام كالعناية المركزة والمختبر والتنظير الداخلي ووحدة غسيل الكلى، وغيرها.